# École de Madras
Le Government College of Fine Arts (initialement connu depuis la colonisation britannique sous le nom de Madras School of Art, soit en français école de Madras), située à Madras (aujourd'hui Chennai), est la plus ancienne institution artistique de l'Inde.
Fondée en 1850 par le chirurgien et artiste Alexander Hunter (en) en tant qu'école privée, l'institution passe sous contrôle gouvernemental en 1852 et est rebaptisée « École gouvernementale des arts industriels », puis « École gouvernementale des Arts et des Artisanats » en 1962, avant de trouver son nom actuel, qui signifie « Faculté gouvernementale des Beaux-Arts ». 
Malgré une orientation encouragée et de longue durée vers les artisanats et les arts appliqués, l'école a pu être le cadre d'émanation d'un mouvement artistique important entre les années 1960 et 1980, appelé le Madras Art Movement. À la faveur de la nomination de l'artiste Devi Prasad Roy Choudhury (en) au poste de directeur entre 1930 et 1957, un cursus des beaux-Arts est fondé et une nouvelle pédagogie prend racine dans l'établissement. C'est son successeur, K. C. S. Paniker (en), qui initie ce mouvement d'art moderniste régionalisant, caractérisé par l'influence des traditions picturales vernaculaires et des canons artistiques du sud de l'Inde. 
À l'époque de la domination britannique, les Anglais remarquèrent à Madras des artistes doués. D'importantes colonies étant déjà mises en place dans la ville et autour, George Town fut choisie, pour y créer un établissement qui subvienne aux appétits artistiques de la couronne. Au début, les artistes traditionnels furent employés à la création de meubles, de travaux de ferronnerie ou de divers objets décoratifs pour les palais royaux. Mais très vite, le bâtiment devint la première école d'art indienne, précédant même l'Université de Madras. Aujourd'hui l'institut se situe à Periamet, dans la ville même de Madras devenue Chennai. 
Beaucoup de célèbres peintres, sculpteurs et artisans indiens sont passés ou influencés par cet établissement. Sa marque se fait sentir dans à peu près toute œuvre peinte ou sculptée produite en Inde. 
Contrairement à l'Ecole du Bengale, où l'imitation était l'essence de l'enseignement, l'École de Madras est constamment à la recherche de nouveaux styles et de nouvelles modes. 
Les artistes les plus notables à être passés par cette école sont Santhanaraj (peinture et sculpture), Munusamy (peinture), K. M. Adimoolam (dessin et peinture), R.B.Bhaskaran (dessin, peinture et encre), Chandrasekar (peinture et sculpture), Roy Choudry (sculpture), KCS Paniker (peinture), Viswanadhan (peinture et cinéma), Kanniappan (sculpture), S.Dhanapal (sculpture), Palaniappan (sérigraphie), Adhiveerapandian (peinture), Michaelirudayaraj (peinture), entre autres. 
R.B.Bhaskaran est l'actuel président de la Lalit Kala Academy.

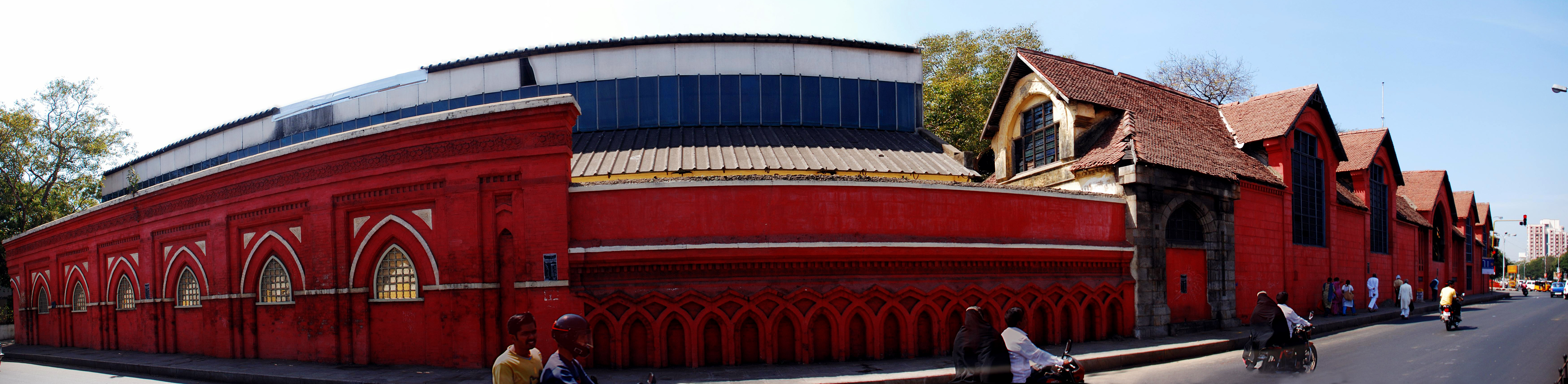
vue panoramique del’École des Beaux-arts de Madras